# Irmãs Castro
Irmãs Castro foi uma dupla de cantoras e compositoras de música sertaneja do Brasil, formada pelas irmãs Maria de Jesus Castro (Itapeva, 1926, 24 de janeiro de 2019) e Lourdes Amaral Castro (Bauru, 1928 - Jarinu, 30 de agosto de 2011).
A dupla ficou famosa na década de 1940 com a música "Beijinho Doce", composta por Nhô Pai.